# لويزفيل (كيبك)
لويزفيل (بالإنجليزية: Louiseville)‏ هي بلدية محلية في كيبيك تقع في كندا في Maskinongé Regional County Municipality. يقدر عدد سكانها بـ 7,517 نسمة ومساحتها 63.40 كم2 .

## المدن التوأمة
مدينة سواسون هي مدينة توأمة لـلويزفيل (كيبك).

## أعلام
- جيرمان كارون
- إدوارد كارون
- هنري غانون
- مادلين فيرون
- ريمي باول